# MR1
A principal proteína gênica relacionada ao complexo de histocompatibilidade classe I é uma proteína que em humanos é codificada pelo gene MR1. A proteína MR1 humana possui 341 resíduos de aminoácidos com um peso molecular de 39 366. A proteína MR1 é capaz de se ligar a moléculas derivadas da biossíntese de riboflavina bacteriana e, em seguida, apresentá-la às células T invariantes associadas à mucosa para ativação.  Dentro das células, o MR1 é principalmente armazenado no retículo endoplasmático, onde ocorre a ligação das moléculas bacterianas relacionadas à riboflavina ao MR1, fazendo com que ele seja enviado à superfície da célula para apresentação. Um receptor de células T para a proteína de revestimento superficial MR1 mostra potencial para tratamento de câncer.

## Significado clínico
O TCR pode reconhecer muitos tipos de câncer por meio de um único antígeno leucocitário humano (HLA) como o MR1. Ao contrário do HLA, o MR1 não varia na população humana - o que significa que é um alvo extremamente atraente para imunoterapias.